# درگاه پی‌اس/۲
درگاه پی‌اس/۲ (به انگلیسی: PS/2) یک کانکتور رابط مینی-دی‌آی‌ان (به انگلیسی: mini-DIN) ۶ پایه است که برای اتصال برخی از صفحه کلیدها و موشواره‌ها به یک رایانهٔ سازگار با پی‌سی استفاده می‌شود. نام آن برگرفته از سری آی بی ام سیستم شخصی/۲ (به انگلیسی: IBM Personal System/2) از رایانه‌های شخصی می‌باشد که در سال ۱۹۸۷ میلادی معرفی شده‌است.
کانکتور موشواره پی‌اس/۲ جایگزینی برای درگاه ۹ پین RS-232 مورد استفاده در «موشواره سریال» قدیمی‌تر می‌باشد در حالی که کانکتور PS/2 keyboard جایگزین کانکتور بزرگتر ۵-پین/۱۸۰° رابط دی‌آی‌ان (DIN) مورد استفاده در طراحی IBM PC/AT می‌باشد.
طراحی‌های پی‌اس/۲ روی رابط‌های صفحه کلید و ماوس از نظر الکتریکی مشابه بوده و پروتکل‌های ارتباطی مشابهی را نیز مورد استفاده قرار می‌دهند اما به دلیل استفاده از مجموعه دستورهای متفاوت در هر یک نمی‌توان آن‌ها را بجای هم استفاده نمود.

## پروتکل ارتباطی
ارتباط به صورت سریال، همزمان و دو طرفه است. دستگاه متصل شده سیگنال پالس ساعت (Clock) را تولید می‌کند. میزبان کنترل ارتباطات را با استفاده از خطی که سیگنال پالس ساعت روی آن قرار دارد انجام می‌دهد؛ وقتی که میزبان سطح سیگنال روی این خط را پایین نگه دارد (pull the clock low)، ارتباط از سمت دستگاه مهار شده و از سمت میزبان انجام می‌شود.

## در دسترس بودن
لپ تاپهای قدیمی‌تر و اغلب مادربردهای نسبتاً جدید دارای تنها یک پورت پی‌اس/۲ هستند که هم از صفحه کلید و هم از موشواره پشتیبانی می‌کنند.

### وضعیت پورت موروثی و USB
در حال حاضر پی‌اس/۲ به عنوان یک پورت موروثی در نظر گرفته می‌شود و پورت USB معمولاً برای اتصال صفحه کلید و موشواره‌ها ترجیح داده می‌شود.
به هر حال هنوز هم پورت پی‌اس/۲ روی بسیاری از مادربوردها قرارداده می‌شود و به دلایل مختلفی مورد علاقه برخی از کاربران می‌باشد.

### تبدیل بین PS/2 و USB

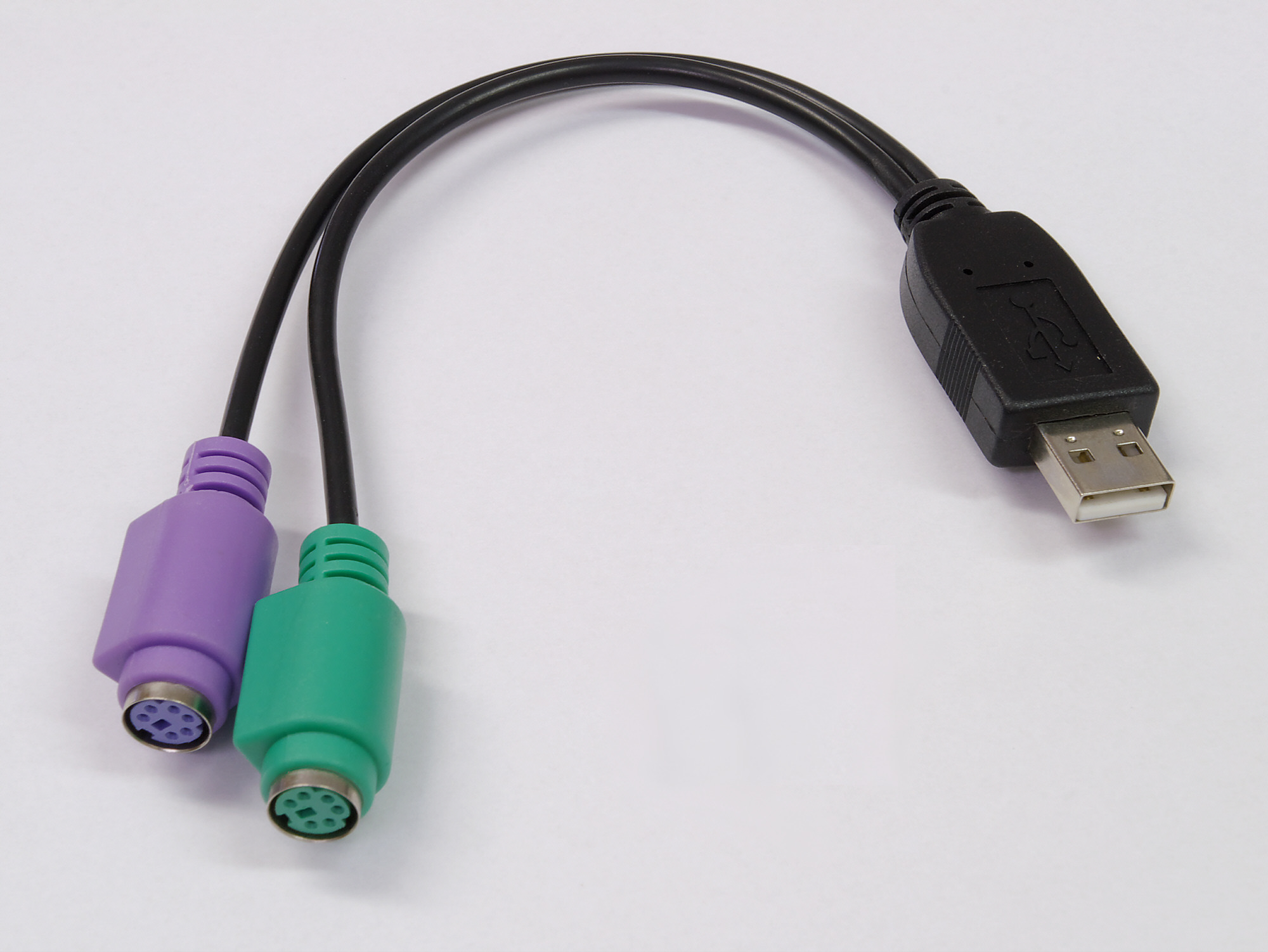
یک آداپتور PS/2 به USB ازنوع اکتیو که تغذیه آن از درگاه USB تأمین می‌شود

بسیاری از صفحه کلیدها و موشواره‌ها به‌طور خاص برای پشتیبانی از هر دو واسط USB و PS/2 طراحی شده‌اند و تشخیص نوع اتصال مورد استفاده و انتخاب پروتکل‌های مناسب را در زمان روشن شدن (اتصال تغذیه) انجام می‌دهند.
در این ابزارها معمولاً از یک مبدل تطبیق دهنده (برای اتصالات سیمی و شکل فیزیکی کانکتور) از نوع پسیو که همراه خود تجهیز ارائه می‌شود، استفاده می‌گردد. این آداپتورهای پسیو استاندارد نیستند و معمولاً نمی‌توان از آن‌ها برای اتصال تجهیزات مشابه از سایر سازندگان سخت‌افزار استفاده نمود.
نوع دیگری از آداپتورها یا مبدل‌ها وجود دارند که از نوع اکتیو بوده و با استفاده از مدارات و پردازنده داخلی خود این پروتکل‌ها را به یکدیگر ترجمه نموده و مختص مدل یا سازنده خاصی نمی‌باشند و به صورت عمومی برای کلاس‌های مورد نظر USB (صفحه کلید و موشواره) قابل استفاده هستند.
لوازم جانبی قدیمی‌تر را تنها می‌توان از طریق آداپتورهای اکتیو به پورت USB متصل نمود.

## کد رنگ
کانکتور اولیه پی‌اس/۲ سیاه و در بعضی موارد به رنگ کابل‌های اتصال (سفید) بودند. بعداً در استاندارد PC 97 یک کد رنگ برای این پورت‌ها معرفی گردید. پورت PS/2 با رنگ سبز، مختص اتصال ماوس و پورت PS/2 با رنگ بنفش، مختص اتصال کیبورد می باشد. این کد رنگ در جدول زیر نمایش داده شده‌است:
| رنگ | رنگ  | توضیحات   |
| --- | ---- | --------- |
|     | بنفش | صفحه کلید |
|     | سبز  | موشواره   |

## مسائل مربوط به سخت‌افزار

### اتصال گرم
پورت PS/2 برای اتصال خطوط دیجیتال I/O میکروکنترلر در دستگاه خارجی به‌طور مستقیم به خطوط دیجیتال میکروکنترلر بر روی مادربرد طراحی شده‌است. آن‌ها برای اتصال گرم (اتصال در زمانی که سیستم روشن و در حال کار است) طراحی نشده‌اند. معمولاً اتصال گرم امکان آسیب زدن به سخت‌افزارهای جدید را ندارد ولی در مورد سخت‌افزارها و مادربوردهای قدیمی ممکن است منجر به آسیب و خرابی گردد.
در عمل بر خلاف موشواره‌ها اغلب صفحه کلیدها امکان تعویض یا اتصال گرم را دارند اما بهتر است از انجام آن خودداری گردد.

### دوام
کانکتورهای PS/2 برای اتصال و جدا کردن مکرر طراحی نشده‌اند و این موضوع می‌تواند موجب شکستن یا کج شدن پایه‌های آن گردد. این کانکتورها فقط می‌توانند در یک جهت خاص در جای خود متصل شوند. روی اکثر کانکتورها یک علامت فلش یا یک سطح تخت به عنوان راهنما تعبیه شده که در هنگام اتصال معمولاً بایستی به سمت راست یا بالای محل اتصال روی مادربورد تنظیم شوند.